# Meridiano 162 W
O meridiano 162 W é um meridiano que, partindo do Polo Norte, atravessa o Oceano Ártico, América do Norte, Oceano Pacífico, Oceano Antártico, Antártida e chega ao Polo Sul. Forma um círculo máximo com o Meridiano 18 E.
Começando no Polo Norte, o meridiano 162º Oeste tem os seguintes cruzamentos:
| País, território ou mar | Notas |
| ----------------------- | --- |
| Oceano Ártico           | |
| Mar de Chukchi          | |
| Estados Unidos          | Alasca |
| Mar de Chukchi          | Enseada de Hotham |
| Estados Unidos          | Península de Baldwin, Alasca |
| Mar de Chukchi          | Kotzebue Sound |
| Estados Unidos          | Península de Seward, Alasca |
| Mar de Bering           | Norton Sound |
| Estados Unidos          | Alasca |
| Mar de Bering           | Baía Kuskokwim |
| Estados Unidos          | Alasca |
| Mar de Bering           | Baía Kuskokwim |
| Estados Unidos          | Cape Newenham, Alasca |
| Mar de Bering           | Baía de Bristol |
| Estados Unidos          | Península do Alasca, Alasca |
| Oceano Pacífico         | Passa a oeste das Ilhas Iliasik, Alasca, Estados Unidos · Passa a oeste da ilha Nihoa, Havai, Estados Unidos · Passa a leste do Atol Palmyra, Ilhas Menores Distantes dos Estados Unidos |
| Oceano Antártico        | |
| Antártida               | Dependência de Ross, reivindicada pela Nova Zelândia |